# Oberea kostini
Oberea kostini är en skalbaggsart som beskrevs av Aleksandr Sergeievich Danilevsky 1988. Oberea kostini ingår i släktet Oberea och familjen långhorningar.
Artens utbredningsområde är Kazakstan. Inga underarter finns listade i Catalogue of Life.